# محمد الغنودي
محمد الغنودي (مواليد 22 نوفمبر 1992) هو لاعب كرة قدم ليبي يجيد اللعب كمهاجم لصالح النادي الأهلي ومنتخب ليبيا.

## الفرق التي لعب لها
1. النادي الأهلي - ليبيا
2. نادي حرس الحدود - مصر
3. نادي ظفار - سلطنة عمان
4. نادي أبوسليم _ليبيا
5. نادي أساريا _ليبيا

## إنجازاته الشخصية
- هداف الدوري الليبي لكرة القدم موسم 2013/2014 برصيد 12 هدف .

## روابط خارجية
- محمد الغنودي على موقع قاعدة بيانات كرة القدم.إي يو (الإنجليزية)
- محمد الغنودي على موقع ناشيونال فوتبول تيمز (الإنجليزية)
- محمد الغنودي على موقع Soccerway.com (الإنجليزية)
- دوري الدرجة الأولى الليبي 2013/2014 قائمة الهدافين - موقع كووورة